# Concours Eurovision de la chanson 1979
- Pays participants
- Pays ayant participé dans le passé

Paris 1978 La Haye 1980
Le Concours Eurovision de la chanson 1979 fut la vingt-quatrième édition du concours. Il se déroula le samedi 31 mars 1979, à Jérusalem, en Israël. Il fut remporté par Israël, pays hôte, avec la chanson Hallelujah, interprétée par Gali Atari et Milk and Honey. L’Espagne termina deuxième et la France, troisième.

## Organisation
Israël, ayant remporté l'édition 1978, se chargea de l’organisation de l’édition 1979. Ce fut la première fois que le concours se tint dans une ville située en dehors du continent européen et ce fut la dernière fois que la finale eut lieu au mois de mars. Enfin, ce fut la première émission en couleur produite par la télévision publique israélienne.
Des groupes religieux orthodoxes manifestèrent à plusieurs reprises leur opposition à l’organisation du concours. En effet, celui-ci avait fixé un samedi, jour du shabbat, jour de repos consacré dans la religion juive. Cela et le contexte international eurent pour conséquence un renforcement drastique des mesures de sécurité.

## Pays participants
Dix-neuf pays participèrent au vingt-quatrième concours. 
La Turquie avait sélectionné pour la représenter, la chanson Seviyorum, interprétée par Maria Rita Epik et le groupe 21.Peron. Dans le cadre de la crise pétrolière et des tensions internationales, le pays subit les pressions des pays voisins d’Israël et finit par se retirer.

## Format

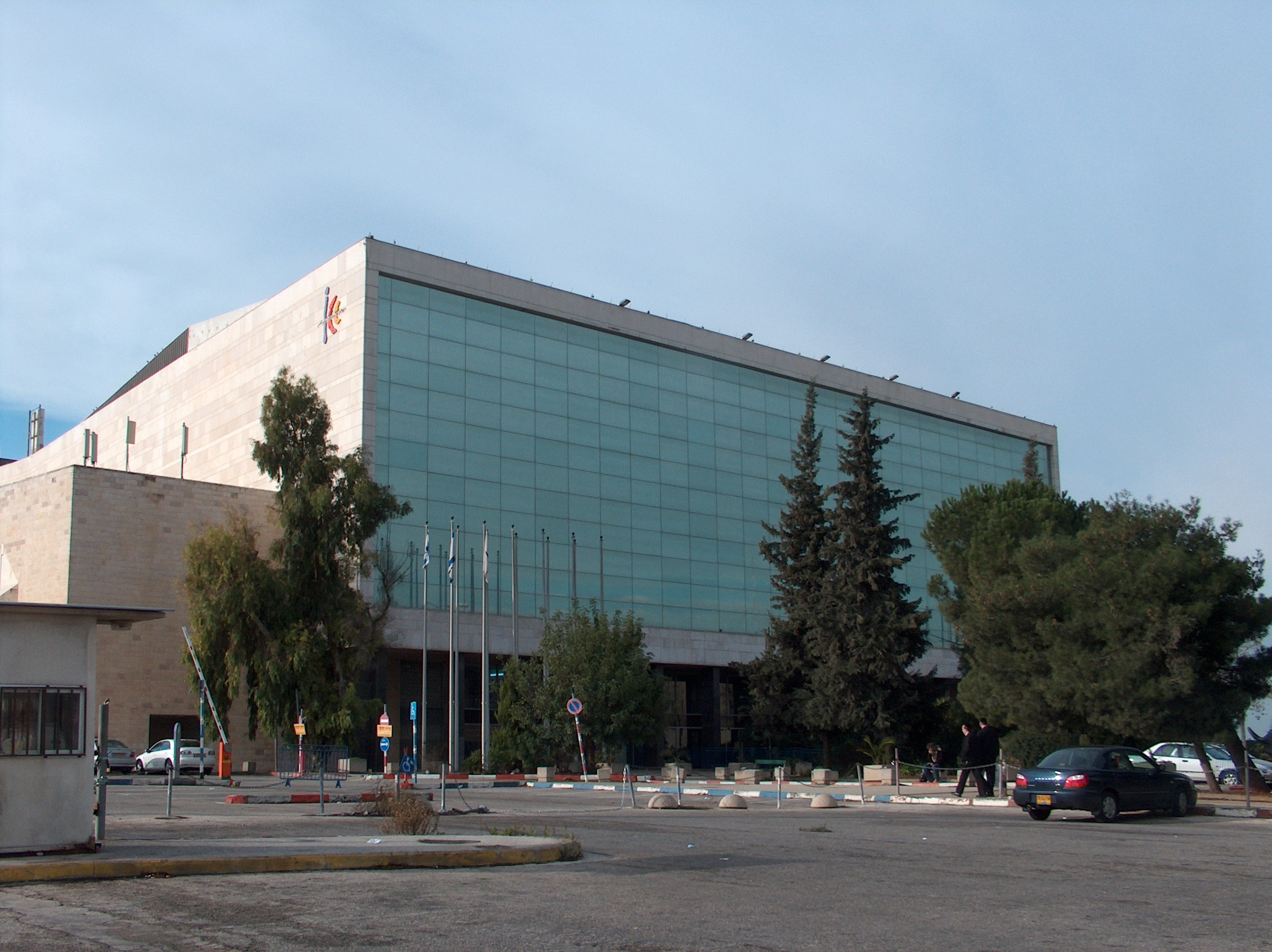
Le Binyanei Ha’Ooma.

Le concours eut lieu au Binyanei Ha’Ooma, à Jérusalem, salle de spectacle et de conférence achevée en 1963. 
L’orchestre avait pris place dans une fosse au pied de la scène. Cette dernière avait la forme d’une demi-sphère ouverte. L’espace à l’intérieur de la demi-sphère était occupé par une gigantesque sculpture mobile, posée sur un podium de quatre marches. Cette sculpture était composée de trois cercles concentriques et de deux socles circulaires, faits de métal chromé. Enfin, deux groupes de trois contreforts étaient situés de part et d’autre de la paroi de la demi-sphère. L’arrière-fond prit cinq teintes différentes, selon les prestations : bleu, jaune, orange, rose et rouge. L’espace des présentateurs, décoré de plantes et de rochers, était situé à gauche de la scène ; le tableau de vote et le pupitre du superviseur, à droite.
Le programme dura près de deux heures et cinquante-six minutes.

## Vidéo introductive et cartes postales
La vidéo introductive montra des vues touristiques de Jérusalem, suivies de scènes de la vie spirituelle et religieuse des communautés juives, musulmanes et chrétiennes de la cité. Elle se conclut par des plans fixes sur les visages de différents Hiérosolymitains. 
Les cartes postales étaient des tableaux vivants, interprétés par des mimes. Il s’agissait de courtes saynètes, brocardant certains stéréotypes des pays participants. 

## Déroulement
Les présentateurs de la soirée furent Yardena Arazi et Daniel Pe’er. Yardena Arazi avait représenté Israël au concours, en 1976, comme membre du groupe Chocolat Menta Mastik. Elle avait alors terminé sixième. 
 Tous les deux s’adressèrent en hébreu aux téléspectateurs. Daniel Pe’er se chargea des passages en anglais ; Yardena Arazi, de ceux en français.
L'orchestre était dirigé par Izhak Graziani.

## Chansons
Dix-neuf chansons concoururent pour la victoire. 
Les représentants suisses, Peter, Sue & Marc, étaient accompagnés par un groupe de musique folk alternative, le trio Pfuri, Gorps & Kniri. Ces derniers utilisèrent des objets de jardin comme instruments de musique, notamment des sacs en plastique, un râteau métallique, un arrosoir et un sécateur. Mais à cause d’eux, ils faillirent se faire refouler du pays, à leur arrivée à l’aéroport de Tel-Aviv. Les services de sécurité eurent en effet beaucoup de mal à croire qu’ils en usaient réellement comme d’instruments.
Le groupe allemand Dschinghis Khan avait été formé spécialement pour l’occasion. Leur chanson était une composition de Ralph Siegel. Elle suscita une vive controverse dans l’opinion publique allemande, après avoir remporté la finale nationale. Certains estimaient qu’en vantant les exploits d’un meurtrier de masse, elle faisait la promotion de la violence et donnerait une mauvaise image de l’Allemagne en Israël. Les spectateurs dans la salle lui réservèrent pourtant un très bon accueil .
La France avait choisi trois précédents vainqueurs pour la représenter. Je suis l'enfant soleil avait en effet comme auteur Eddy Marnay (auteur de Un jour, un enfant, victorieux en 1969), comme compositeur Hubert Giraud (compositeur de Dors mon amour, victorieux en 1958) et comme interprète Anne-Marie David (victorieuse en 1973, avec Tu te reconnaîtras).
La représentante belge, Micha Marah, était extrêmement mécontente de sa chanson. Elle aurait préféré interpréter à la place, une autre composition intitulée Comment Ça Va. Elle alla jusqu’à accuser le jury de la finale nationale belge d’avoir manipulé les résultats et refusa toujours d’enregistrer la moindre version de Hey Nana.
La chanson autrichienne, Heute in Jerusalem, fut la première chanson de l’histoire du concours à faire mention dans ses paroles de la ville hôte.
Les auteurs de la chanson espagnole s’étaient inspirés de l’Année Internationale de l’Enfance, lancée en 1979 par les Nations unies. La chanteuse Betty Missiego décida de parachever le concept, en se faisant accompagner sur scène par un chœur de quatre enfants. À la fin de la prestation, les enfants déployèrent des banderoles sur lesquelles était inscrit le mot « merci », en anglais, en espagnol, en français et en hébreu. 

## Chefs d'orchestre
| Thilo Krassman | Allan Botschinsky | Proinnsías Ó Duinn | Ossi Runne    | Gérard Salesses      | Lefteris Chalkiadakis |
| -------------- | ----------------- | ------------------ | ------------- | -------------------- | --------------------- |
| - Portugal     | - Danemark        | - Irlande          | - Finlande    | - Monaco             | - Grèce               |
| Rolf Zuckowski | Norbert Daum      | Kobi Oshrat        | Guy Mattéoni  | Francis Bay          | Hervé Roy             |
| - Suisse       | - Allemagne       | - Israël           | - France      | - Belgique           | - Luxembourg          |
| Harry van Hoof | Lars Samuelson    | Sigurd Jansen      | Ken Jones     | Richard Österreicher | José Luis Navarro     |
| - Pays-Bas     | - Suède           | - Norvège          | - Royaume-Uni | - Autriche           | - Espagne             |

Pour la toute première fois, un pays participant ne requit pas l’orchestre pour sa prestation. Il s’agit de l’Italie, qui recourut à une bande son en playback.

## Entracte
Le spectacle d'entracte fut un ballet, interprété par le groupe Shalom 79, sur un medley de chansons israéliennes traditionnelles. Il s’agit du premier entracte de l’histoire du concours à présenter un ballet folklorique. Il compta cinq tableaux différents, le dernier dansé sur Hevenou Shalom Alekhem (חייבנו שלום עליכם). À la fin du spectacle, tous les artistes participants montèrent sur scène, bientôt rejoints par les présentateurs, une première depuis 1961.

## Coulisses
Durant le vote, la caméra fit de nombreux plans sur les délégations à l’écoute des résultats. 

## Vote
Le vote fut décidé entièrement par un panel de jurys nationaux.  Les différents jurys furent contactés par téléphone, selon l'ordre de passage des pays participants. Chaque jury devait attribuer dans l'ordre 1, 2, 3, 4, 5, 6, 7, 8, 10 et 12 points à ses dix chansons préférées. Les résultats furent énoncés oralement, selon l'ordre de passage des pays participants. 
Le superviseur délégué sur place par l'UER fut Frank Naef. Il intervint à deux reprises, pour faire rectifier l'attribution des points des jurys suédois et norvégien. 
Après un flottement initial, Israël prit la tête du vote, mais à la mi-temps, fut rattrapé, puis dépassé par l’Espagne. Le dernier quart du décompte créa un long suspense. Après l’attribution des points de l’avant-dernier jury, l’Espagne était à 116 points et Israël, à 115. Le dénouement survint lorsque le dernier jury, le jury espagnol, attribua "dix points" à Israël, sous les cris et les applaudissements du public.
Ce fut la première fois dans l’histoire du concours qu’un pays provoqua sa propre défaite et ce fut également la première fois qu’un pays en deuxième position à la fin du vote, remporta la victoire grâce à la dernière attribution de points. Cela donna lieu à une rumeur tenace : le jury espagnol aurait attribué "dix points" à Israël, afin que l’Espagne ne doive pas organiser le concours l’année suivante.

## Résultats
Ce fut la deuxième victoire d’Israël, la deuxième consécutive. Après l’Espagne en 1969 et le Luxembourg en 1973, Israël devint le troisième pays à remporter le concours deux années de suite.
Gali Atari et Milk and Honey reçurent la médaille du grand prix des mains d'Izhar Cohen, gagnant de l’année précédente, d'Izhak Livni, directeur de l’IBA et de Régis de Kalbermatten, secrétaire général de l’UER. 
Hallelujah remporta un immense succès commercial partout en Europe et dans le monde. Mais Gali Atari et Milk and Honey ne tardèrent pas à se séparer et à mener des carrières indépendantes.
| Ordre | Pays        | Artiste(s)                               | Chanson                       | Langue      | Place | Points |
| ----- | ----------- | ---------------------------------------- | ----------------------------- | ----------- | ----- | ------ |
| 01    | Portugal    | Manuela Bravo                            | Sobe, sobe, balão sobe        | Portugais   | 9     | 64     |
| 02    | Italie      | Matia Bazar                              | Raggio di luna                | Italien     | 15    | 27     |
| 03    | Danemark    | Tommy Seebach                            | Disco Tango                   | Danois      | 6     | 76     |
| 04    | Irlande     | Cathal Dunne                             | Happy Man                     | Anglais     | 5     | 80     |
| 05    | Finlande    | Katri Helena                             | Katson sineen taivaan         | Finnois     | 14    | 38     |
| 06    | Monaco      | Laurent Vaguener                         | Notre vie c'est la musique    | Français    | 16    | 12     |
| 07    | Grèce       | Elpída                                   | Sokráti (Σωκράτη)             | Grec        | 8     | 69     |
| 08    | Suisse      | Peter, Sue & Marc & Pfuri, Gorps & Kniri | Trödler & Co.                 | Allemand    | 10    | 60     |
| 09    | Allemagne   | Dschinghis Khan                          | Dschinghis Khan               | Allemand    | 4     | 86     |
| 10    | Israël H T  | Gali Atari & Milk and Honey              | Hallelujah (הללויה)           | Hébreu      | 1     | 125    |
| 11    | France      | Anne-Marie David                         | Je suis l'enfant-soleil       | Français    | 3     | 106    |
| 12    | Belgique    | Micha Marah                              | Hey Nana                      | Néerlandais | 18    | 5      |
| 13    | Luxembourg  | Jeane Manson                             | J'ai déjà vu ça dans tes yeux | Français    | 13    | 44     |
| 14    | Pays-Bas    | Xandra                                   | Colorado                      | Néerlandais | 12    | 51     |
| 15    | Suède       | Ted Gärdestad                            | Satellit                      | Suédois     | 17    | 8      |
| 16    | Norvège     | Anita Skorgan                            | Oliver                        | Norvégien   | 11    | 57     |
| 17    | Royaume-Uni | Black Lace                               | Mary Ann                      | Anglais     | 7     | 73     |
| 18    | Autriche    | Christina Simon                          | Heute in Jerusalem            | Allemand    | 18    | 5      |
| 19    | Espagne     | Betty Missiego                           | Su canción                    | Espagnol    | 2     | 116    |

## Anciens participants
| Artiste           | Pays     | Année(s) précédente(s)              |
| ----------------- | -------- | ----------------------------------- |
| Anne-Marie David  | France   | 1973 (vainqueur pour le Luxembourg) |
| Peter, Sue & Marc | Suisse   | 1971, 1976                          |
| Anita Skorgan     | Norvège  | 1977                                |
| Xandra            | Pays-Bas | 1972, 1976                          |

## Tableau des votes
| Drapeau du Portugal | Drapeau de l'Italie                               | Drapeau du Danemark | Drapeau de l'Irlande | Drapeau de la Finlande | Drapeau de Monaco | Drapeau de la Grèce | Drapeau de la Suisse | Drapeau de l'Allemagne | Drapeau d’Israël | Drapeau de la France | Drapeau de la Belgique | Drapeau du Luxembourg | Drapeau des Pays-Bas | Drapeau de la Suède | Drapeau de la Norvège | Drapeau du Royaume-Uni | Drapeau de l'Autriche | Drapeau de l'Espagne | Total |    |     |
| Pays                | Portugal                                          |                     | 6                    | –                      | –                 | 2                   | 5                    | –                      | 4                | 4                    | –                      | 10                    | 5                    | 3                   | 3                     | 3                      | 6                     | –                    | 7     | 6  | 64  |
| Pays                | Italie                                            | 8                   |                      | –                      | –                 | 8                   | –                    | –                      | –                | –                    | –                      | –                     | –                    | –                   | –                     | –                      | 3                     | –                    | –     | 8  | 27  |
| Pays                | Danemark                                          | –                   | –                    |                        | 2                 | –                   | 3                    | 12                     | 1                | 10                   | 12                     | 6                     | 7                    | 4                   | 8                     | 1                      | –                     | 3                    | 3     | 4  | 76  |
| Pays                | Irlande                                           | 5                   | 5                    | 5                      |                   | 6                   | –                    | 10                     | 6                | 6                    | 3                      | –                     | 10                   | 7                   | –                     | 8                      | 5                     | 4                    | –     | –  | 80  |
| Pays                | Finlande                                          | –                   | 7                    | –                      | –                 |                     | –                    | 7                      | 8                | 5                    | –                      | 5                     | –                    | 6                   | –                     | –                      | –                     | –                    | –     | –  | 38  |
| Pays                | Monaco                                            | 1                   | 2                    | 4                      | –                 | –                   |                      | –                      | –                | –                    | –                      | 3                     | –                    | –                   | –                     | –                      | –                     | –                    | –     | 2  | 12  |
| Pays                | Grèce                                             | 10                  | –                    | 1                      | 4                 | –                   | 7                    |                        | 7                | 2                    | 10                     | 4                     | 1                    | 5                   | 7                     | 2                      | –                     | –                    | 2     | 7  | 69  |
| Pays                | Suisse                                            | –                   | –                    | 7                      | 1                 | 10                  | 2                    | 2                      |                  | 7                    | 4                      | 7                     | –                    | –                   | –                     | –                      | 8                     | –                    | 12    | –  | 60  |
| Pays                | Allemagne                                         | 2                   | 1                    | 12                     | 5                 | 3                   | 12                   | –                      | –                |                      | 6                      | 12                    | 4                    | 1                   | 2                     | 6                      | –                     | 8                    | –     | 12 | 86  |
| Pays                | Israël                                            | 12                  | –                    | 6                      | 12                | 12                  | 8                    | 4                      | 5                | –                    |                        | 1                     | 2                    | 8                   | 1                     | 12                     | 12                    | 12                   | 8     | 10 | 125 |
| Pays                | France                                            | 6                   | 10                   | –                      | –                 | 1                   | 10                   | 8                      | 10               | –                    | 5                      |                       | 6                    | 12                  | 12                    | 5                      | 7                     | 6                    | 5     | 3  | 106 |
| Pays                | Belgique                                          | –                   | –                    | 2                      | –                 | –                   | –                    | –                      | –                | 1                    | –                      | –                     |                      | –                   | –                     | –                      | –                     | 2                    | –     | –  | 5   |
| Pays                | Luxembourg                                        | 7                   | –                    | –                      | 3                 | 4                   | 4                    | 5                      | 3                | –                    | –                      | 2                     | –                    |                     | 4                     | –                      | 2                     | 10                   | –     | –  | 44  |
| Pays                | Pays-Bas                                          | –                   | –                    | 8                      | 10                | 5                   | –                    | 3                      | –                | 3                    | 7                      | –                     | 3                    | –                   |                       | 4                      | 4                     | –                    | 4     | –  | 51  |
| Pays                | Suède                                             | –                   | –                    | –                      | 6                 | –                   | –                    | 1                      | –                | –                    | 1                      | –                     | –                    | –                   | –                     |                        | –                     | –                    | –     | –  | 8   |
| Pays                | Norvège                                           | 3                   | 3                    | –                      | 8                 | –                   | 6                    | –                      | –                | –                    | 2                      | –                     | 8                    | 2                   | 6                     | 10                     |                       | 7                    | 1     | 1  | 57  |
| Pays                | Royaume-Uni                                       | 4                   | 8                    | 10                     | 7                 | 7                   | 1                    | –                      | 2                | 8                    | –                      | –                     | –                    | –                   | 5                     | –                      | 10                    |                      | 6     | 5  | 73  |
| Pays                | Autriche                                          | –                   | 4                    | –                      | –                 | –                   | –                    | –                      | –                | –                    | –                      | –                     | –                    | –                   | –                     | –                      | –                     | 1                    |       | –  | 5   |
| Pays                | Espagne                                           | –                   | 12                   | 3                      | –                 | –                   | –                    | 6                      | 12               | 12                   | 8                      | 8                     | 12                   | 10                  | 10                    | 7                      | 1                     | 5                    | 10    |    | 116 |
| Pays                | Le tableau suit l'ordre de passage des candidats. |                     |                      |                        |                   |                     |                      |                        |                  |                      |                        |                       |                      |                     |                       |                        |                       |                      |       |    |     |

## Télédiffuseurs
| Pays        | Télédiffuseur(s)        | Commentateur(s)             | Porte-parole          |
| ----------- | ----------------------- | --------------------------- | --------------------- |
| Allemagne   | ARD Deutsches Fernsehen | Ado Schlier & Gabi Schnelle | Lotti Ohnesorge       |
| Allemagne   | Deutschlandfunk         | Wolf Mittler                | Lotti Ohnesorge       |
| Autriche    | FS1                     | Max Schautzer               | Jenny Pippal          |
| Autriche    | Hitradio Ö3             | Walter Richard Langer       | Jenny Pippal          |
| Belgique    | RTBF1                   | Paule Herreman              | Anne Ploegaerts       |
| Belgique    | RTBF La Première        | Marc Danval                 | Anne Ploegaerts       |
| Belgique    | BRT TV1                 | Luc Appermont               | Anne Ploegaerts       |
| Belgique    | BRT Radio 1             | Nand Baert & Herwig Haes    | Anne Ploegaerts       |
| Danemark    | DR TV                   | Jørgen de Mylius            | Bent Henius           |
| Danemark    | DR P3                   | Kjeld Koplev                | Bent Henius           |
| Espagne     | TVE1                    | Miguel de los Santos        | Manuel Almendros      |
| Finlande    | YLE TV1                 | Anja-Maija Leppänen         | Kaarina Pönniö        |
| France      | TF1                     | Marc Menant                 | Fabienne Égal         |
| Grèce       | ERT                     | Mako Georgiadou             | ?                     |
| Grèce       | Proto Programma         | Dimitris Konstantaras       | ?                     |
| Irlande     | RTÉ1                    | Mike Murphy                 | David Heffernan       |
| Irlande     | RTÉ Radio 1             | Jimmy Greeley               | David Heffernan       |
| Israël      | Télévision Israélienne  | pas de commentateur         | Dan Kaner             |
| Israël      | Reshet Bet              | Gaby Yinon                  | Dan Kaner             |
| Italie      | Rete 1                  | Rosanna Vaudetti            | Paola Perissi         |
| Luxembourg  | RTL Télé-Luxembourg     | Jacques Navadic             | Jacques Harvey        |
| Luxembourg  | RTL Radio               | André Torrent               | Jacques Harvey        |
| Monaco      | Télé Monte Carlo        | Marc Menant                 | Carole Chabrier       |
| Norvège     | NRK                     | Egil Teige                  | Sverre Christophersen |
| Norvège     | NRK P1                  | Erik Heyerdahl              | Sverre Christophersen |
| Pays-Bas    | Nederland 2             | Willem Duys                 | Ivo Niehe             |
| Portugal    | RTP1                    | Fialho Gouveia              | João Abel da Fonseca  |
| Royaume-Uni | BBC1                    | John Dunn                   | Colin Berry           |
| Royaume-Uni | BBC Radio 2             | Terry Wogan                 | Colin Berry           |
| Suède       | SR TV1                  | Ulf Elfving                 | Sven Lindahl          |
| Suède       | SR P3                   | Kent Finell                 | Sven Lindahl          |
| Suisse      | TSR                     | Georges Hardy               | Michel Stocker        |
| Suisse      | TV DSR                  | Theodor Haller              | Michel Stocker        |
| Suisse      | TSI                     | Giovanni Bertini            | Michel Stocker        |